# 스태퍼드셔무얼랜즈

스태퍼드셔무얼랜즈의 위치

스태퍼드셔무얼랜즈(영어: Staffordshire Moorlands)는 잉글랜드 스태퍼드셔주에 위치한 비도시 자치구로 중심 도시는 리크이며 인구는 97,763명(2014년 기준), 면적은 575.9km2이다.